# Andrew Anderson (Tennisspieler)
Andrew Anderson (* 8. April 1983 in Johannesburg) ist ein ehemaliger südafrikanischer Tennisspieler.

## Karriere
Anderson nahm bereits an den Juniorenausgaben der Grand-Slam-Turniere in Wimbledon und den Australian Open teil. 2000 zog er im Doppel bei den Australian Open mit Andrew McDade ins Halbfinale ein, verlor jedoch gegen das topgesetzte Duo Tres Davis/Andy Roddick. In diesem Jahr spielte er seine ersten Turniere bei den Profis auf der drittklassigen ITF Future Tour. Bereits bei seinem zweiten Auftritt gewann er an der Seite von Rik De Voest seinen ersten von zwölf Doppeltiteln. In den Folgejahren verbesserte er sich stetig in der Weltrangliste, sodass er 2003 am Jahresende im Doppel unter den Top 500 und im Einzel unter den Top 600 stand.
Nachdem er auf der höherklassigeren ATP Challenger Tour zweimal im Doppel das Halbfinale erreicht hatte, spielte er von Juli 2006 bis Oktober 2008 kein Profiturnier, sodass er nicht mehr in der Weltrangliste geführt wurde. Im Februar 2009 überstand er die Qualifikation für sein Heimturnier in Johannesburg und stand zum einzigen Mal in einem Hauptfeld der ATP Tour. Dort scheiterte er in der ersten Runde an Marcos Baghdatis. Ein Jahr später gelang ihm auf der Challenger Tour sein größter Erfolg. In Tulsa zog er im Einzel zum ersten Mal in ein Halbfinale ein und musste aufgrund von Kniebeschwerden die Partie im zweiten Satz aufgeben. Erfolgreicher verlief für ihn der Doppelbewerb. Mit seinem Landsmann Fritz Wolmarans zog er ins Finale ein und besiegte das Qualifikantenpaar Brett Joelson/Chris Klingemann in zwei Sätzen. Er verbesserte sich im Einzel auf den 376. Rang, während seine Bestplatzierung im Doppel mit dem 315. Rang aus dem Jahr 2006 stammt. Anderson beendete seine Karriere nach einem Erstrundenaus im Einzel des Challengers in Champaign.

## Erfolge
| Legende (Anzahl der Siege)  |
| Grand Slam                  |
| ATP World Tour Finals       |
| ATP World Tour Masters 1000 |
| ATP World Tour 500          |
| ATP World Tour 250          |
| ATP Challenger Tour (1)     |

### Doppel

#### Turniersiege
| Nr. | Datum              | Turnier | Belag     | Partner         | Finalgegner                    | Ergebnis |
| --- | ------------------ | ------- | --------- | --------------- | ------------------------------ | -------- |
| 1.  | 18. September 2010 | Tulsa   | Hartplatz | Fritz Wolmarans | Brett Joelson Chris Klingemann | 6:2, 6:3 |